# Chacabuco (departamento do Chaco)
Chacabuco é um departamento da Argentina, localizado na província do Chaco.